# Heracleum maximum
Heracleum maximum, jedna od vrsti roda Heracleum, (porodica Apiaceae). Rasprostranjena je na području Sjedinjenih država (osim u državama Zaljeva), gdje je nazivaju cow parsnip, indian celery ili pushki, i u Kanadi.
To je višegodišnja biljka koja cvjeta od svibnja do lipnja bijelim cvijećem. Može narasti preko dva metra. Indijanci su je koristili i kao lijek i za hranu, a njezine osušene stabljike služile su kao slamke za piće ili dječje flaute. Kutenai su je nazivali wumaǂ, a Konkowi chou’-mē-ō.[Ime biljke u indijanskom jeziku možda nije točno]